# Дженифър Стайл
Дженифър Стайл (на английски: Jennifer Steil) е американска журналистка и писателка на произведения в жанра любовен роман и автобиографичен роман.

## Биография и творчество
Дженифър Флорънс Стайл е родена на 18 ноември 1968 г. в Бостън, Масачузетс, САЩ. От малка иска да бъде актриса. Получава бакалавърска степен по актьорско майсторство от Оберлин Колидж и работи четири години като актриса в Сиатъл. Липсата на добри роли за жени я мотивира към друга кариера. Получава магистърска степен по творческо писане от колежа „Сара Лорънс“ и магистърска степен по журналистика от Колумбийския университет.
От 1997 г. работи като репортер, писател и редактор на вестници и списания в САЩ – през 1997 г. е репортер в „Патриот Леджър“ в Куинси, Масачузетс, през 1997-1999 е репортер в „Дейли Рекорд“ в Парсипани, Ню Джърси, а през 1999-2001 г. е редактор в списание в Ню Йорк. През 2001 г. подпомага старта на британското списание „The Week“ в САЩ и работи в него в продължение на пет години и половина, като прави страниците за наука, здраве, театър, изкуство и пътуване. През 2006 г. се мести в Сана, Йемен, където работи една година като редактор за английското издание на вестник „Йемен Обзървър“. Там се запознава с бъдещия си съпруг Тимъти Торлот, посланик на Великобритания в Йемен. От 2008 г. живее с него с посолството.
Съпругът ѝ става обект на самоубийствена атака през 2010 г., но оцелява и приключва мандата си. След четири години в Йемен и четири месеца в Йордания се връщат в Лондон, където тя работи като журналист на свободна практика за вестниците „Ди Велт“, „Вашингтон Таймс“ и др.
Първата ѝ книга „The Woman Who Fell from the Sky“ (Жената, която падна от небето) е публикувана през 2010 г. и е мемоарна книга за нейния опит като редактор на вестник „Йемен Обзървър“ в Сана, за посланическите съпруги и ограниченията им, и за нейната любовна афера, за краткото ѝ отвличане през 2009 г. от опозиционен шейх. Книгата е оценена от киритиката в „Ню Йорк Таймс“, „Нюзуик“, „Сидни морнинг хералд“ и др.
През септември 2012 г. във връзка с новото назначение на съпруга ѝ се премества със семейството си в Боливия.
Дебютният ѝ роман „Съпругата на посланика“ е публикуван през 2015 г. след като през 2013 г. печели конкурса за творческо писане „Уилям Фокнър-Уилям Уиндъм“ през 2013 г. Главната героиня, художничката Миранда, е съпруга на Фин, британски посланик в арабска държава и живее в добре охраняваната сграда на посолството. Тя ражда момиченце, но не след дълго е отвлечена от терористи и е принудена да се грижи за друго осиротяло бебе. Съпругът ѝ е освободен от поста, остава в опасната държава, за да открие Миранда с помощта на военните и няколко млади местни момичета, които са обучавани от нея. Книгата е предвидена за екранизиране в минисериал с участието на Ан Хатауей.
От септември 2012 г. живее със семейството си в Ла Пас, Боливия, а от 2019 г. в Узбекистан.

## Произведения

### Самостоятелни романи
- The Ambassador's Wife (2015)
Жената на посланика, изд.: „Сиела“, София (2016), прев. Паулина Мичева

### Документалистика
- The Woman Who Fell from the Sky (2010)

### Разкази
- The Last Man You Borrowed (2012)
- Fault Lines
- Accident (2015)
- Captive (2016)